# Église Saint-Pierre de Mornac
Pour les articles homonymes, voir Église Saint-Pierre.
L’église Saint-Pierre est une église romane située à Mornac-sur-Seudre, dans le département français de la Charente-Maritime et le diocèse de La Rochelle et Saintes.
Cet édifice au clocher caractéristique s'inscrit dans un tissu urbain hérité en grande partie du Moyen Âge. Le carré du transept est occupé par une curieuse coupole barlongue, un plan extrêmement rare en Saintonge. Des sarcophages mérovingiens, mis au jour au cours de fouilles menées aux abords de l'église, sont exposés près du chevet et du mur nord.

## Historique
La date de fondation de l'église actuelle n'est pas connue avec certitude, mais pourrait remonter au Xe ou au XIe siècle. Succédant à une église mérovingienne dont les vestiges ont été découverts en 1951 (de même qu'un cimetière datant du VIe siècle), elle est longtemps une dépendance de l'abbaye de Saint-Ruf de Valence, en Dauphiné.
Des travaux de modernisation sont menés au XIIe siècle, époque à laquelle elle prend peu ou prou son allure actuelle. Le clocher, massif, est détruit au moment de la guerre de Cent Ans et est reconstruit au XVe siècle, de même que la façade.
Un incendie dû à un violent orage affecte le clocher en 1943, qui est de nouveau reconstruit après-guerre. La partie supérieure est totalement réinterpretée, les architectes lui donnant un caractère défensif par l'adjonction de baies carrées. La flèche en ardoise qui le couronnait n'est pas remontée.
« L'accès au clocher est strictement interdit à toute personne non concernée par la remise en état du clocher », par l'arrêté municipal du 1er septembre 2009, « Vu les articles L 2211.1 et L 2212.1 du Code Général des Collectivités Territoriales, Vu l'effondrement d'une partie de la structure supérieure du clocher ». Au 26 avril 2019, l'accès n'est toujours pas autorisé.

## Description
L'église Saint-Pierre est un édifice roman présentant certains traits archaïques. La façade, d'une grande sévérité, date du XVe siècle. Presque entièrement dépourvue d'ornementation, elle se compose d'un portail en cintre brisé à moulures prismatiques, cantonné d'une niche gothique (à droite) et surmonté d'une baie étroite.
La nef, autrefois divisée en cinq travées, n'en compte désormais plus que quatre, séparées par des colonnes adossées à des pilastres. L'ensemble était originellement couvert de croisées d'ogives, détruites en 1837 pour des raisons de sécurité et remplacées par une voûte cintrée, démontée à son tour depuis. Le départ des nervures reste apparent sur presque toutes les colonnes. La nef est désormais couverte d'une charpente apparente. De grands arcs-doubleaux délimitent le carré du transept, couvert d'une coupole barlongue sur trompes. Les croisillons sont couverts d'une voûte en berceau brisé, et sont prolongés par des absidioles.
De grandes arcades en plein cintre, portées par de fines colonnes aux chapiteaux ornés de motifs végétaux (feuillages, palmettes, arbre de science) ou géométriques, rythment les murs de l'abside, couverte d'un cul de four où sont encore visibles, bien que très dégradées, des traces de fresques datées du XIIe siècle (un Christ en majesté et un cavalier nimbé). Les murs de la nef, du transept et d'une partie du chœur conservent également des traces de la litre funéraire d'un seigneur de Mornac, peinte un peu plus tardivement, au XVIIe siècle.
L'extérieur de l'édifice offre, au niveau du mur nord, les restes d'un portail roman (XIe siècle). Le chevet, caractéristique du roman saintongeais, possède quelques similitudes avec celui de Saint-Étienne de Vaux. Il se compose de trois registres horizontaux, délimités par des cordons. Le dernier niveau est constitué d'une arcature formée de petites arcades cintrées portées par des colonnettes aux chapiteaux ornés de motifs végétaux, animaliers ou géométriques (de nombreuses arcades ont perdu leurs colonnettes).
L'ensemble est surmonté d'une corniche à modillons où sont représentés des animaux, des visages humains ou démoniaques. Des colonnes-contreforts sommées de chapiteaux ornés d'entrelacs et de végétaux stylisés rythment les murs.

## Protection
Le chœur et le transept font l'objet d'un classement au titre des monuments historiques depuis 1948. La nef est inscrite au titre des monuments historiques depuis 1952.

## Galerie de photos

Vues extérieures
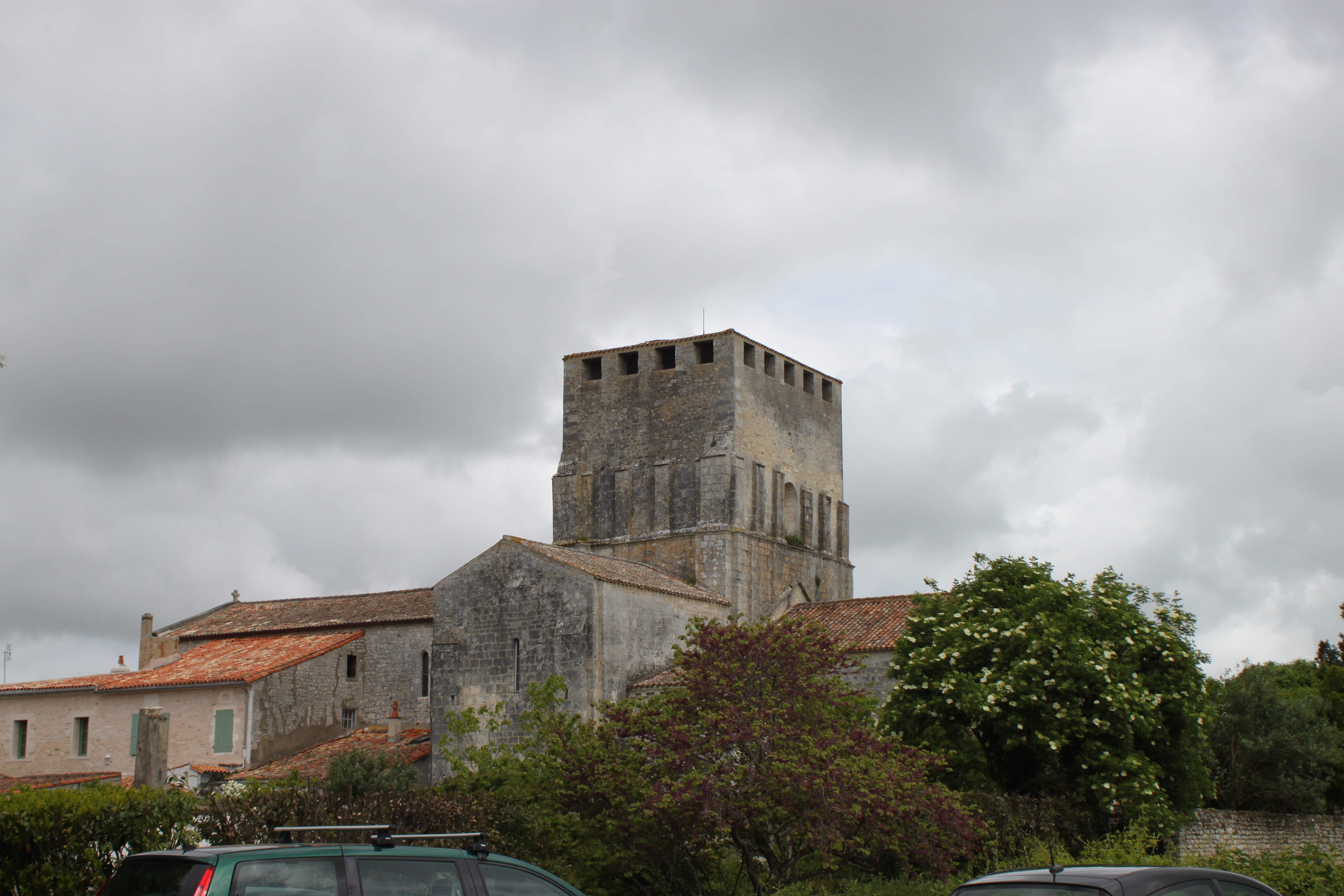
Vue de la place.
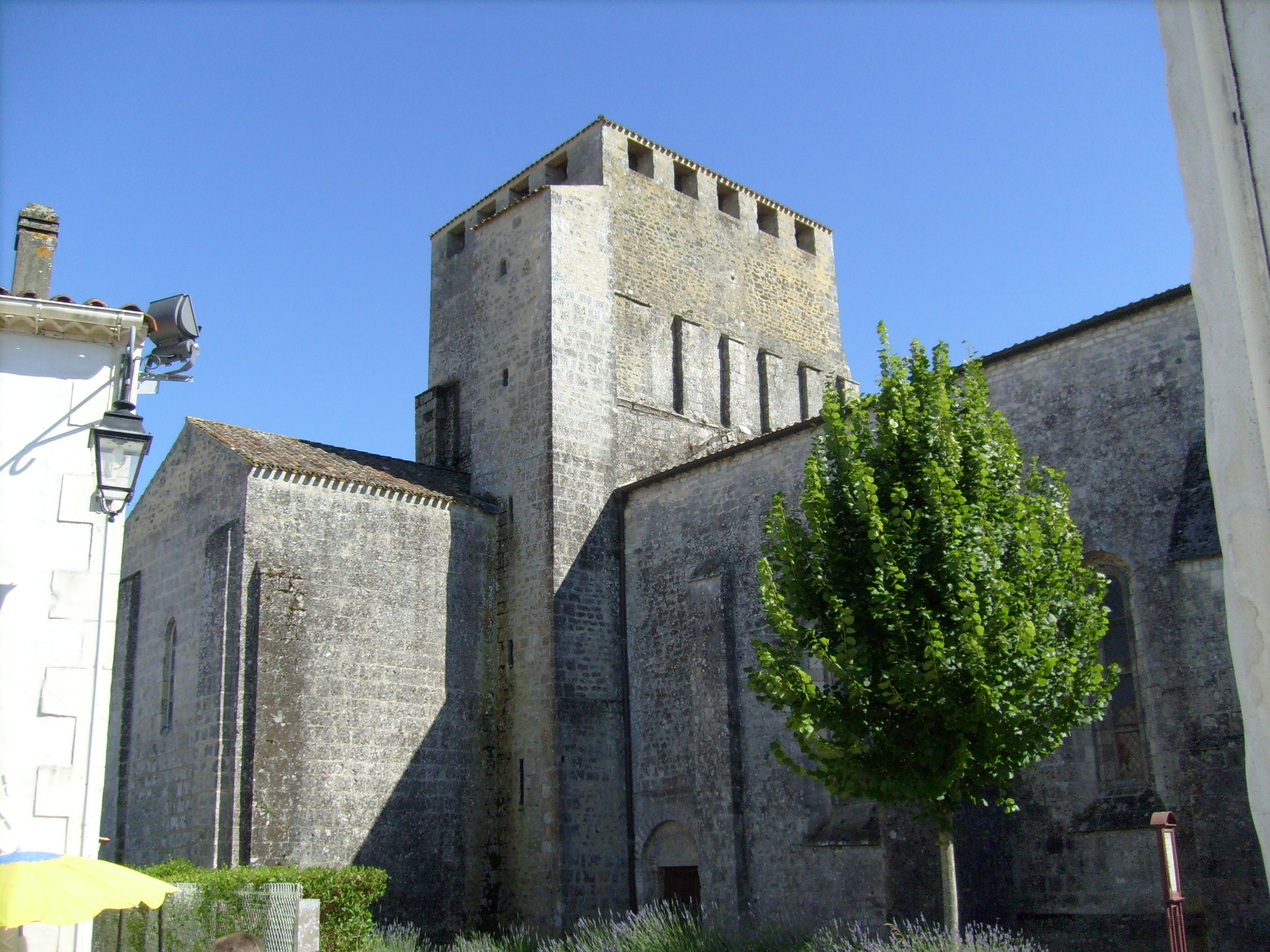
Le côté nord.
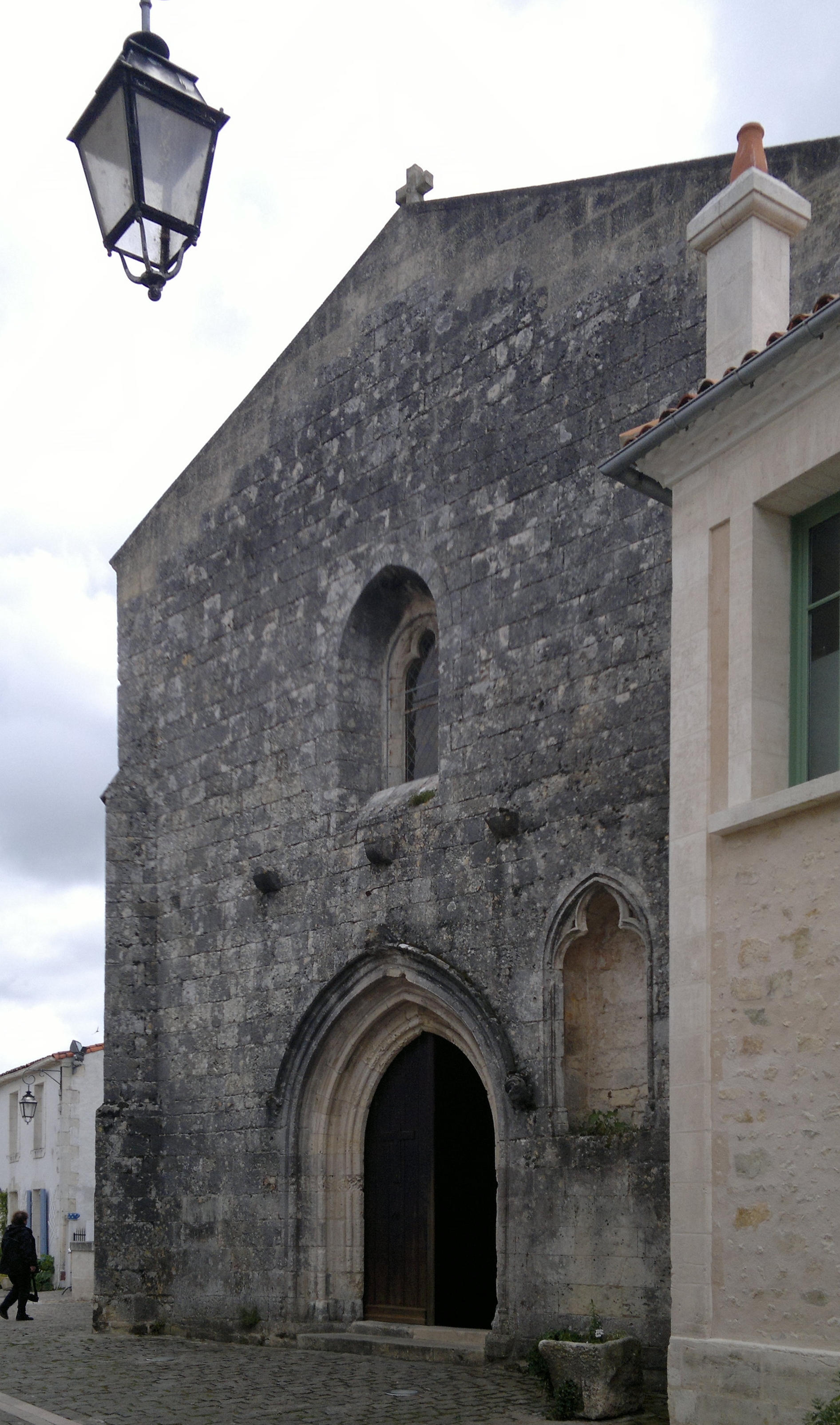
Façade.
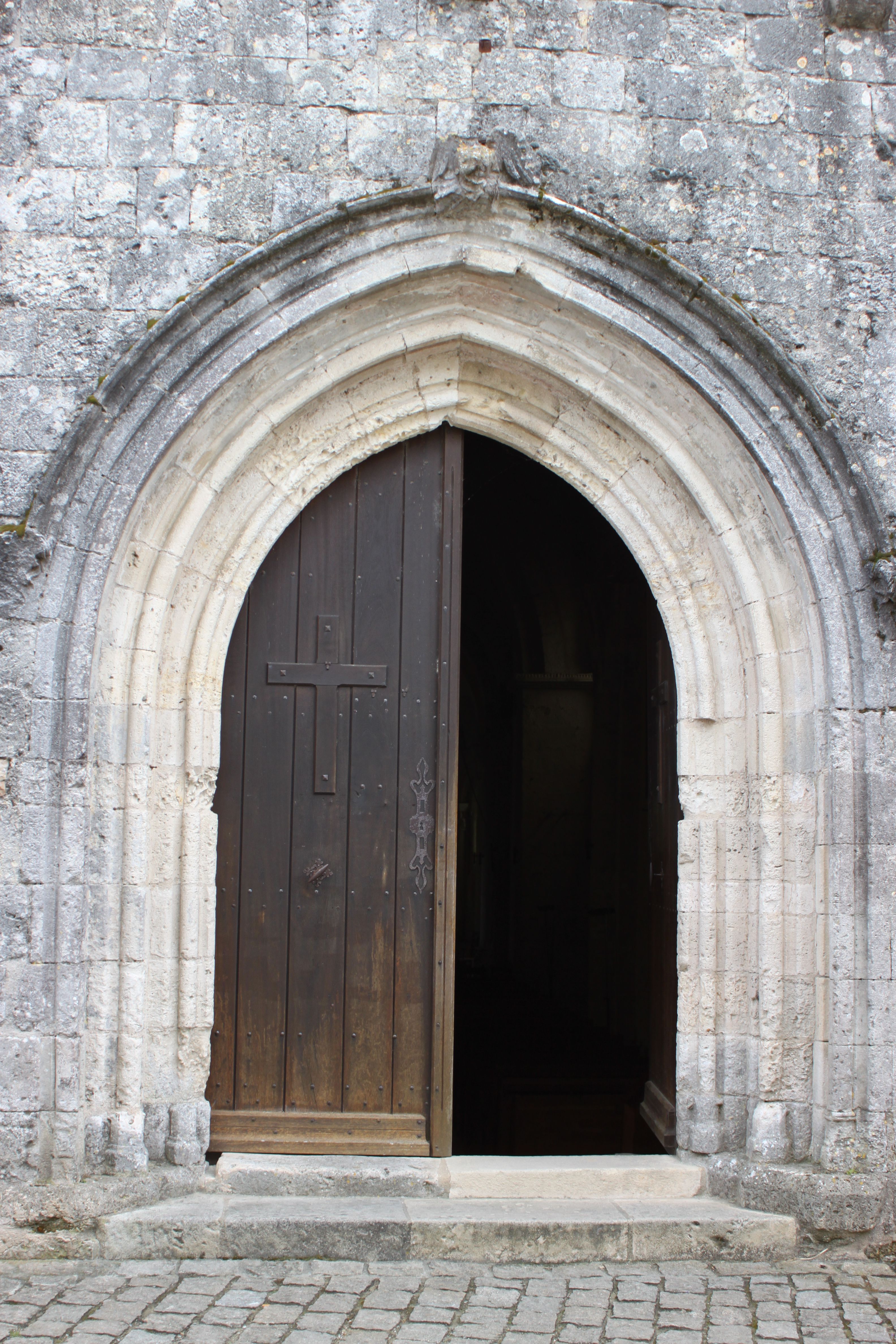
Portail.
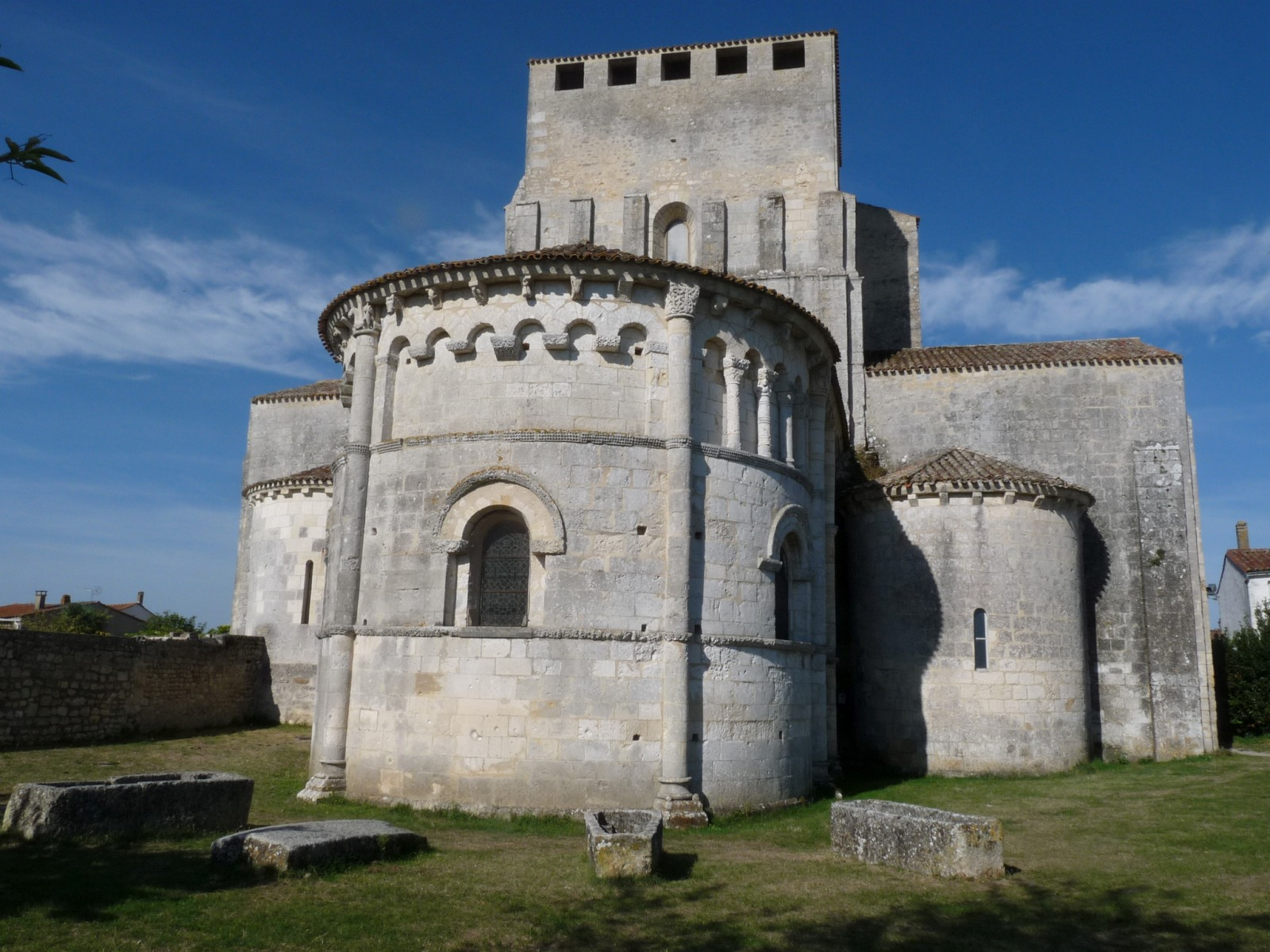
Le chevet.
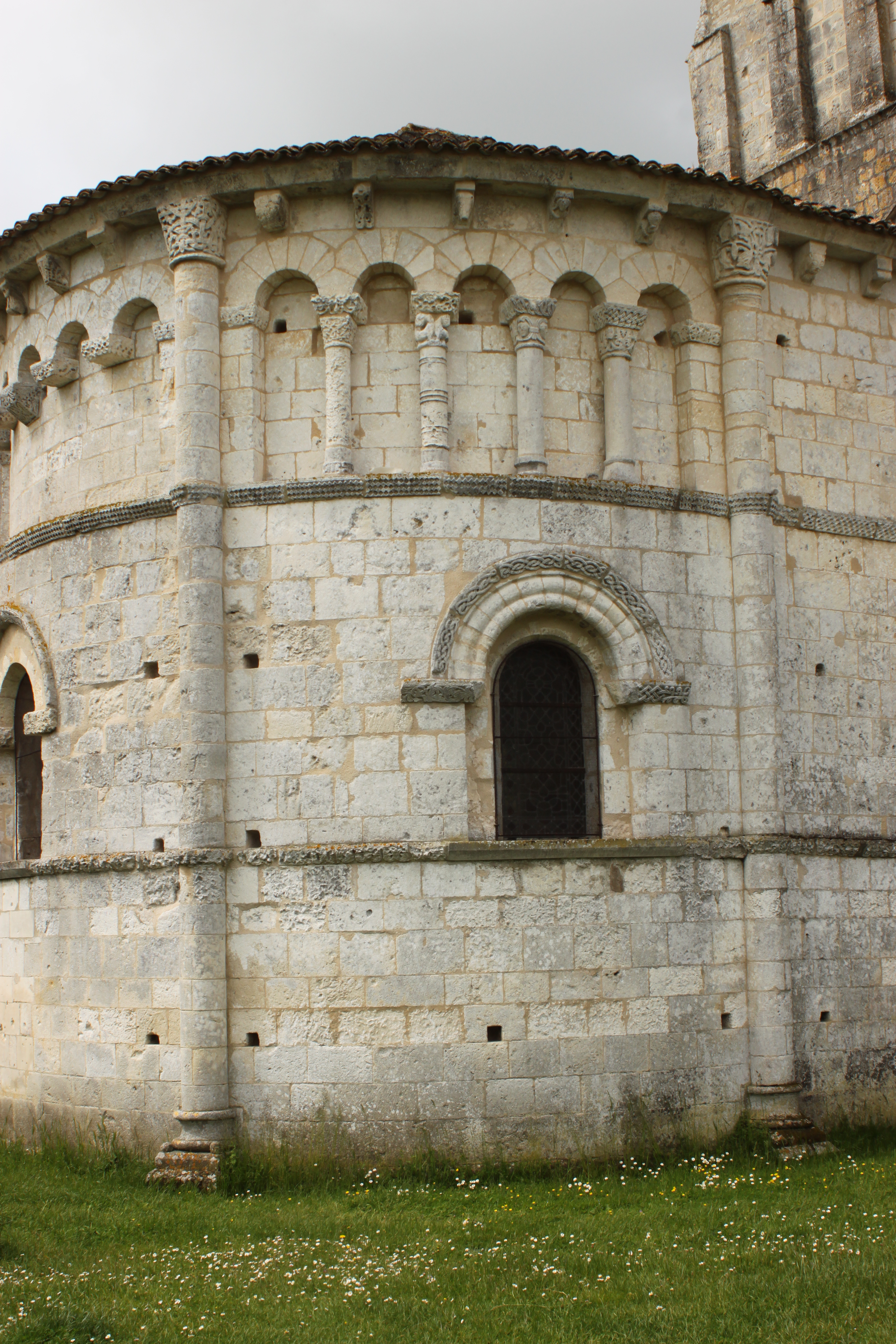
Détail du chevet.
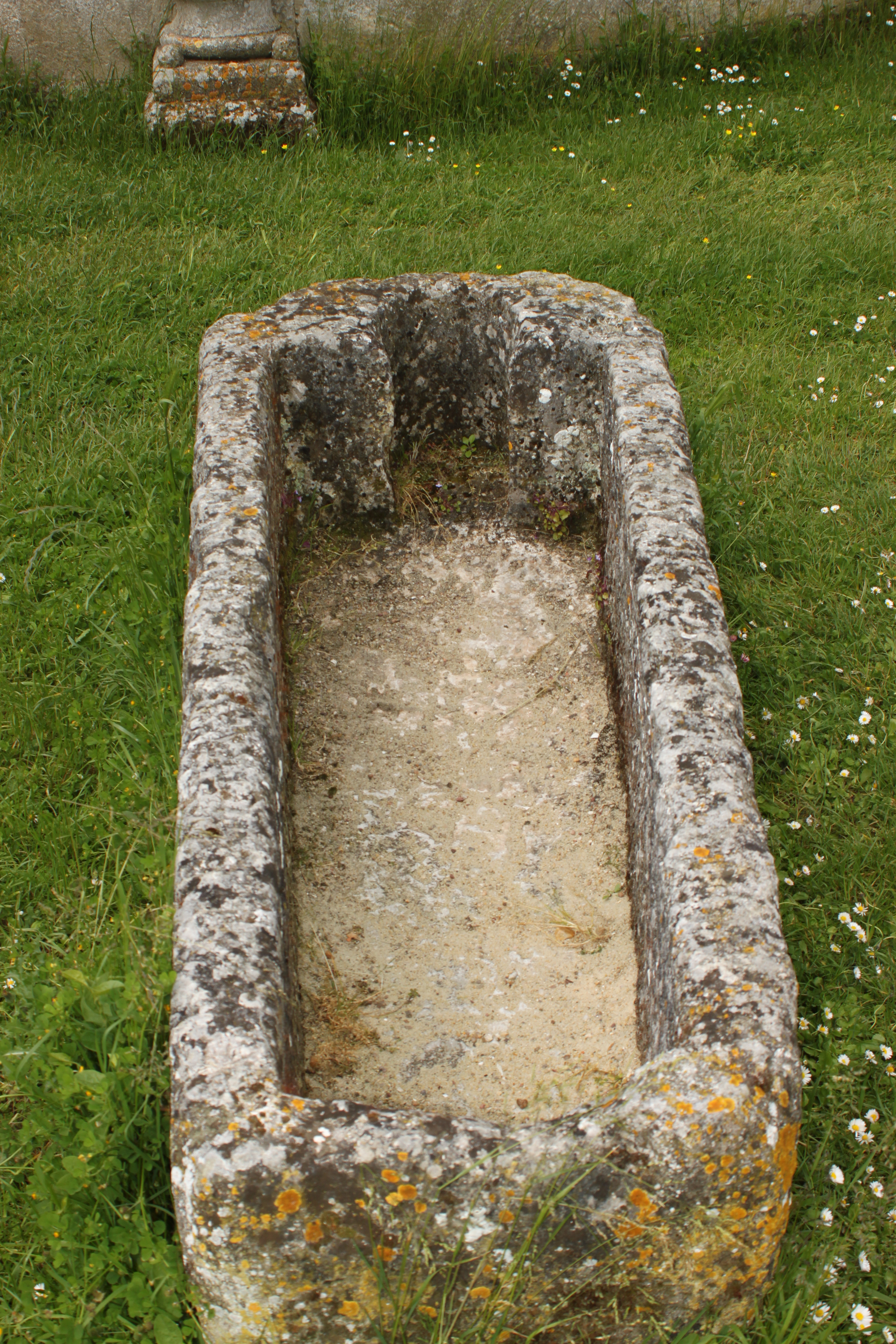
Cercueil de pierre, dans le jardin du chevet.

Vues intérieures
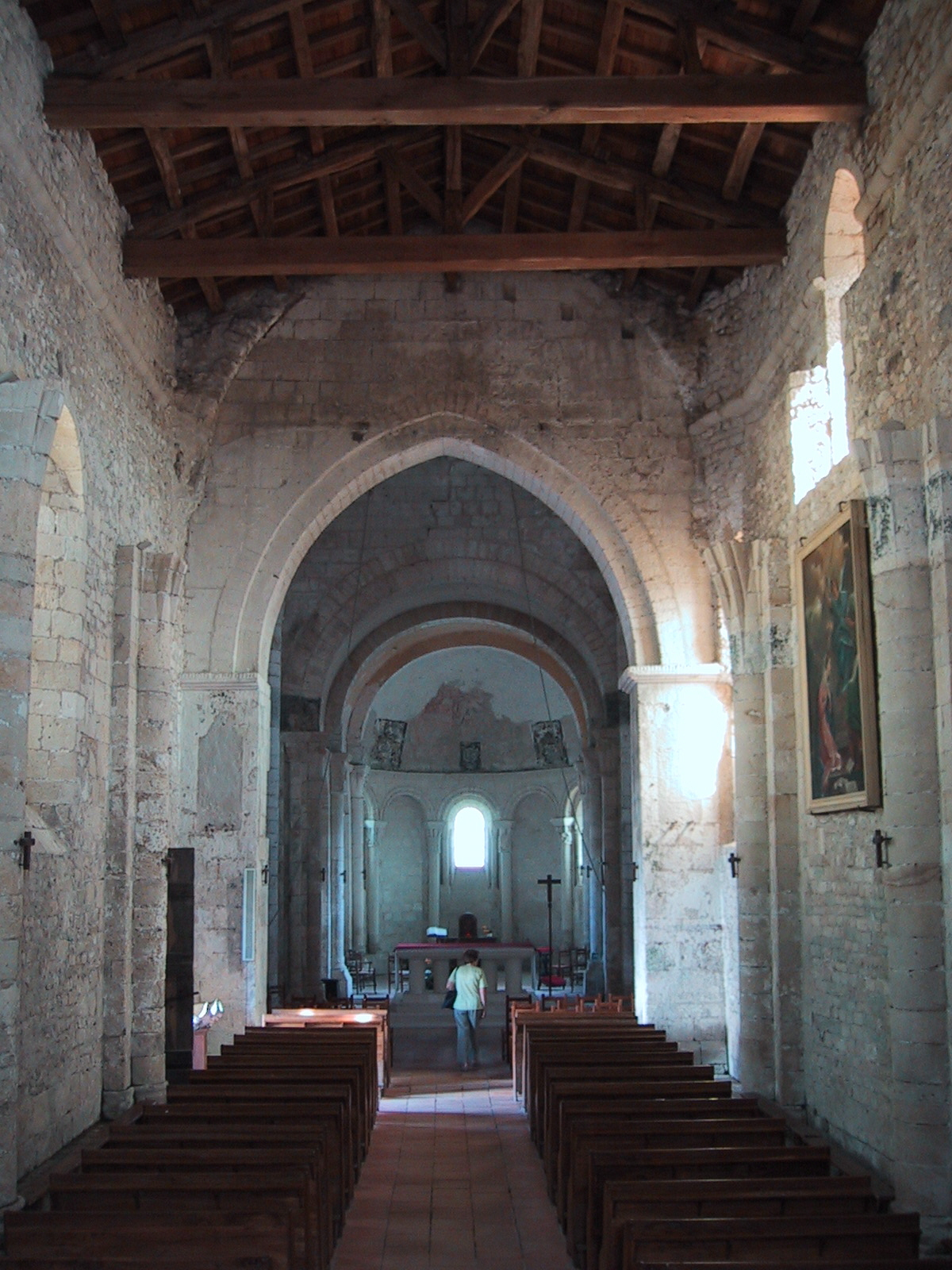
Nef.
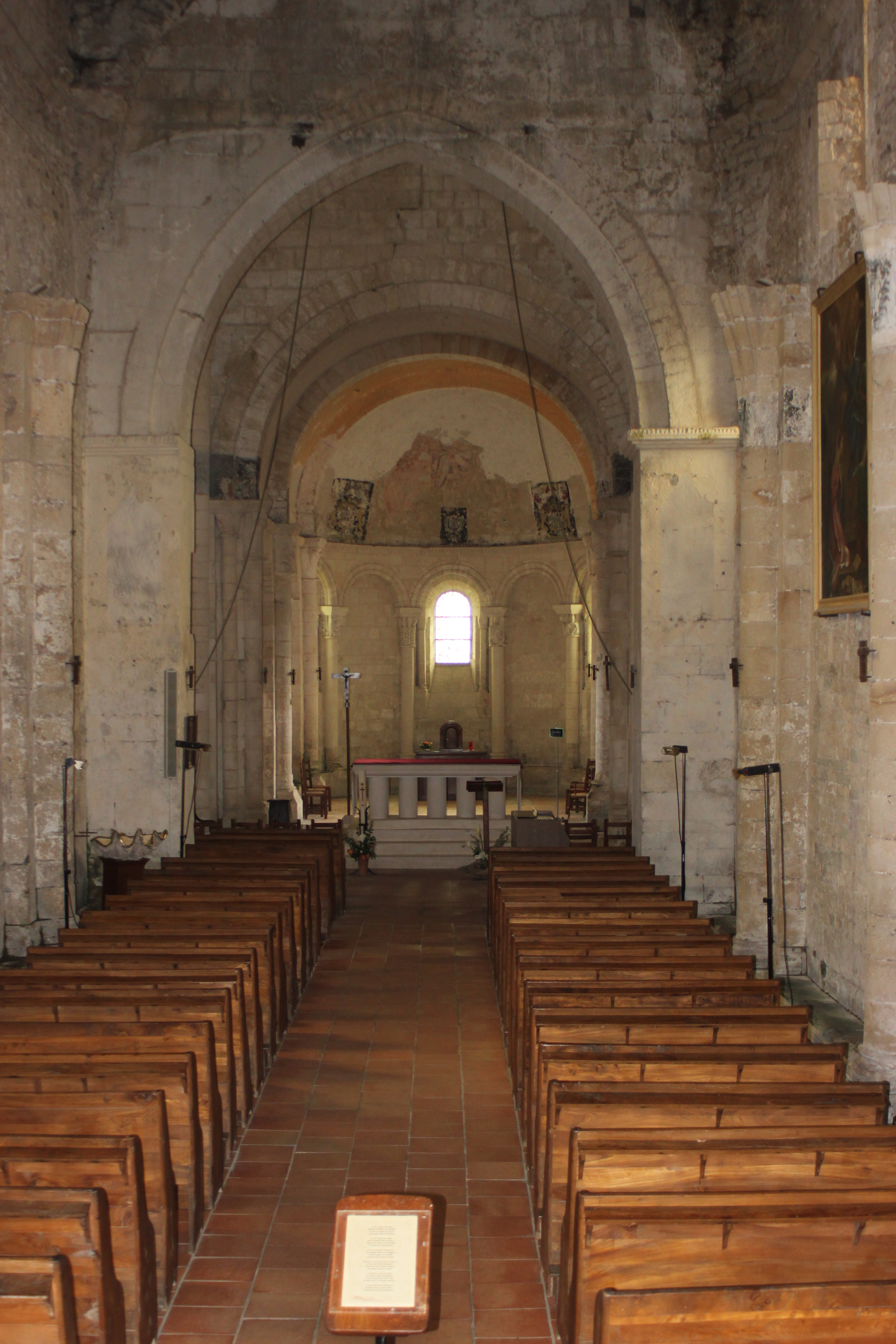
Nef.
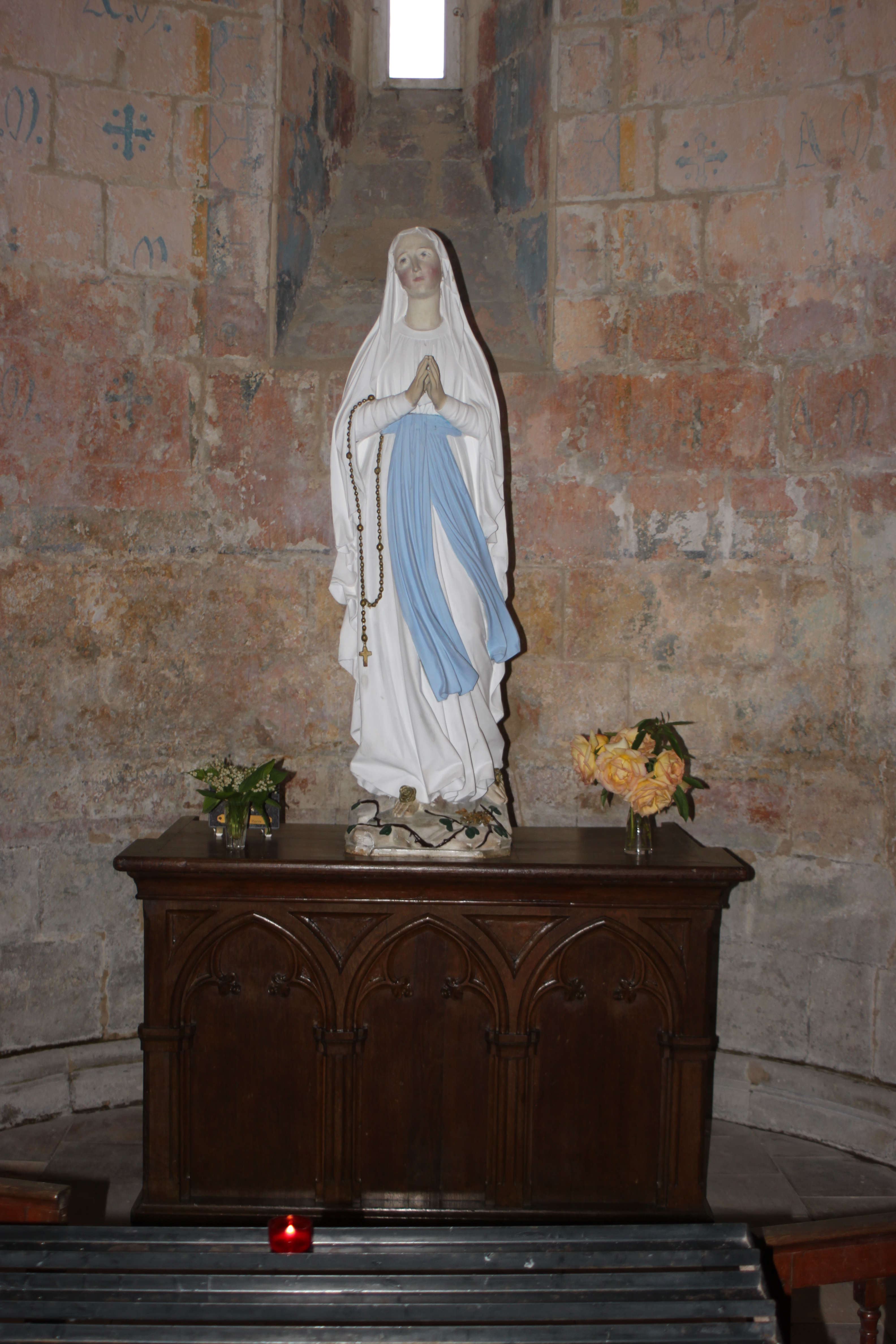
Autel Notre-Dame du Perpétuel Secours.
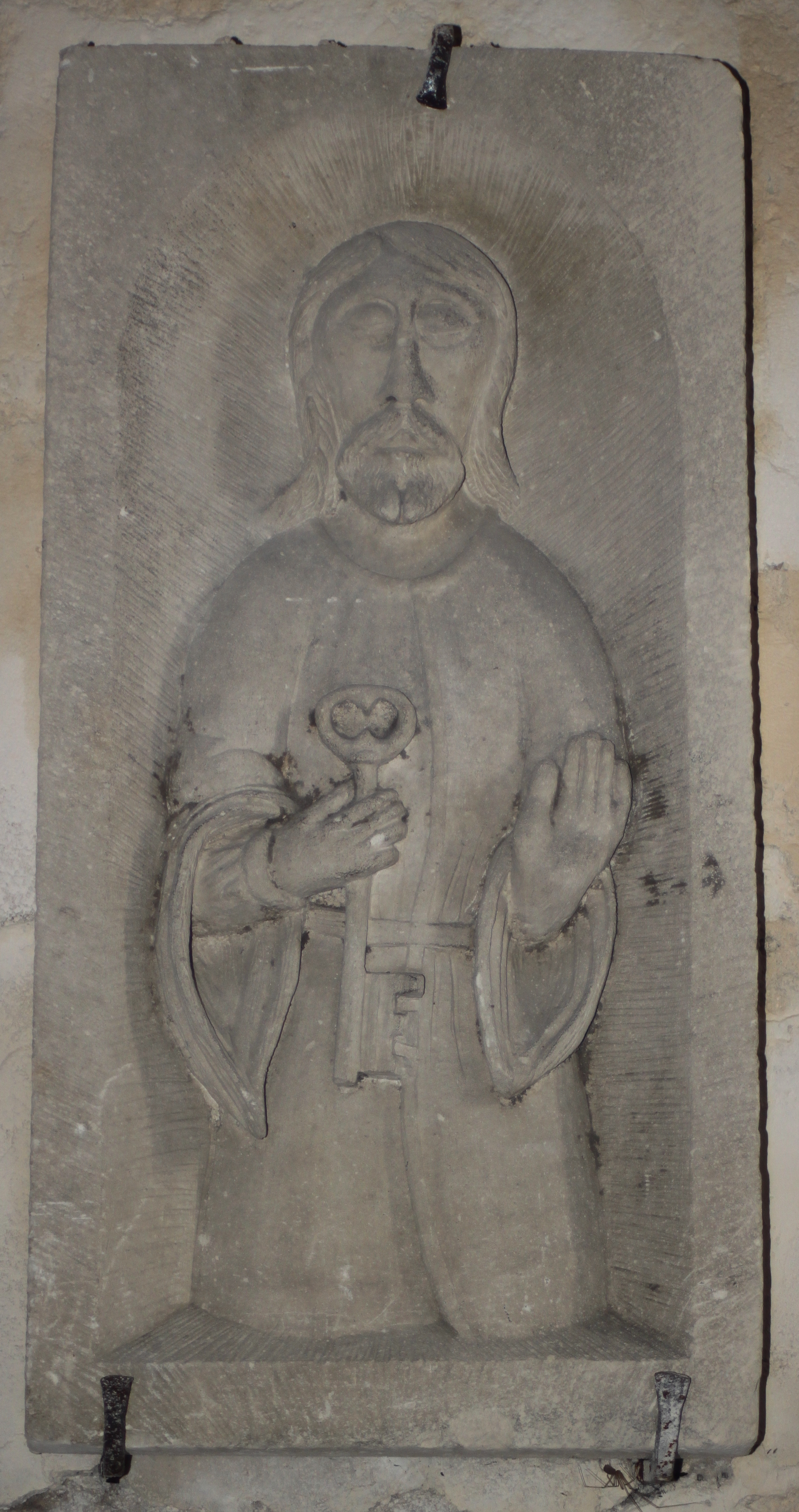
Saint-Pierre.
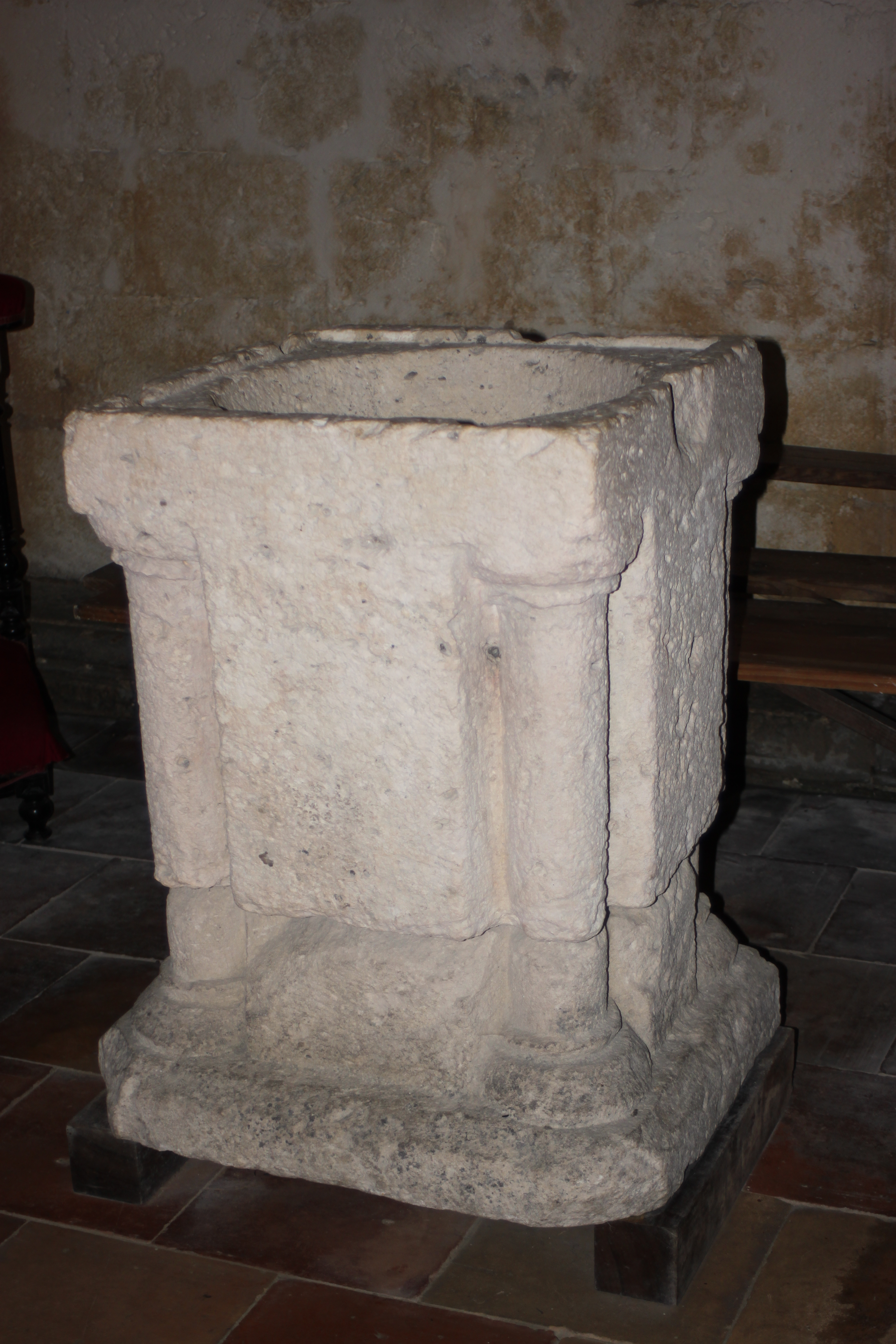
Baptistère.
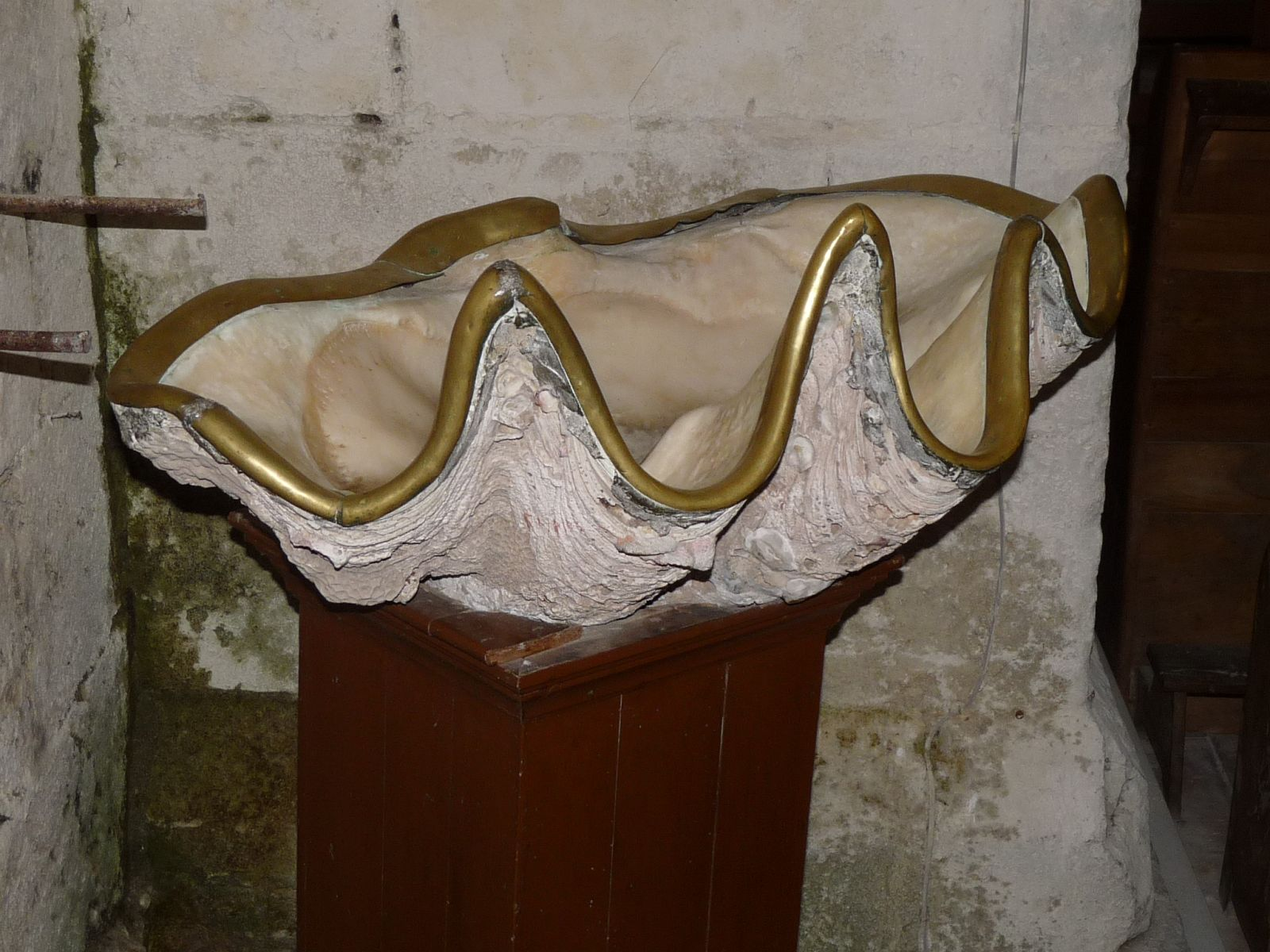
Un des deux bénitiers.
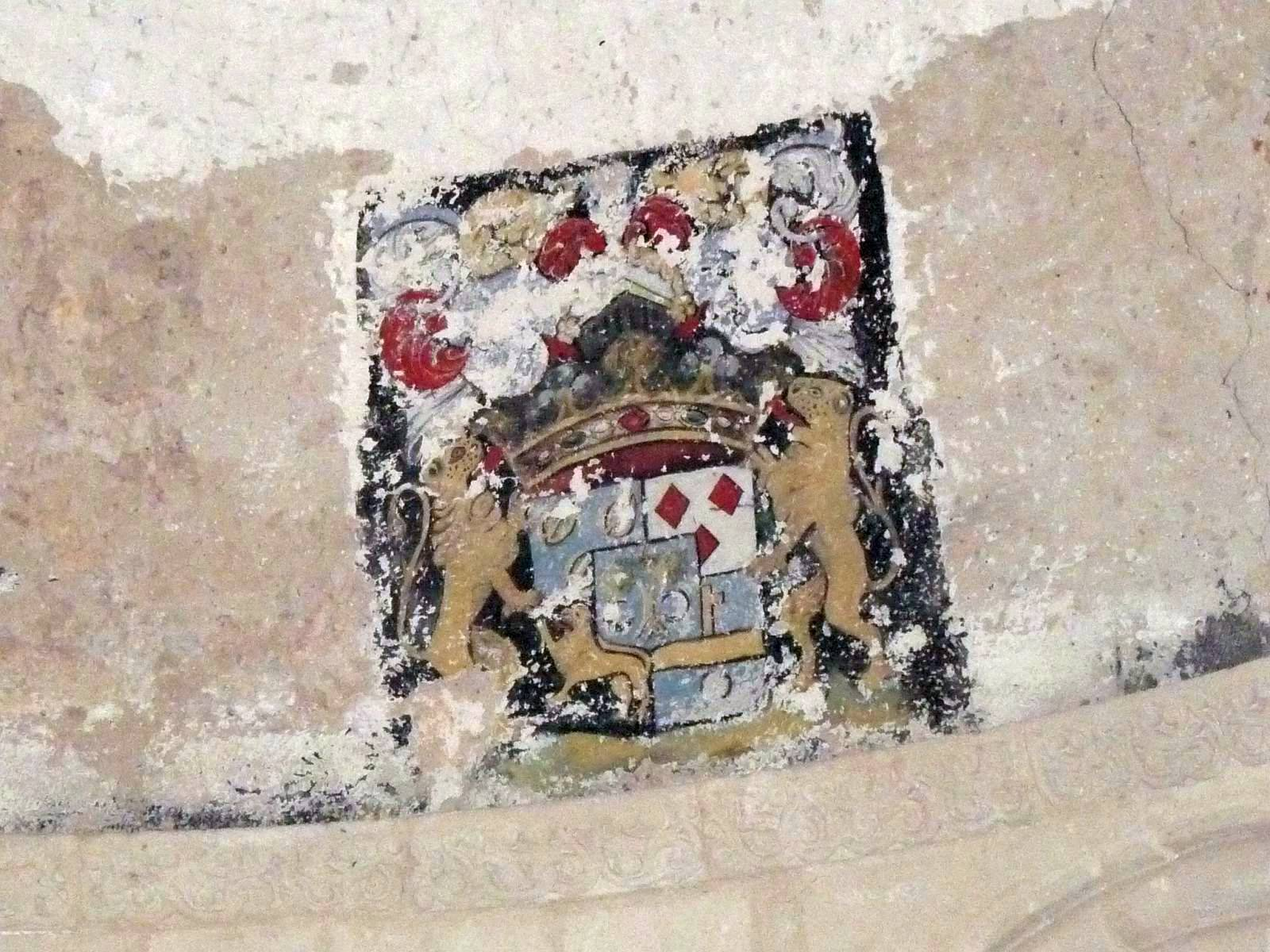
Une peinture, dans le chœur.
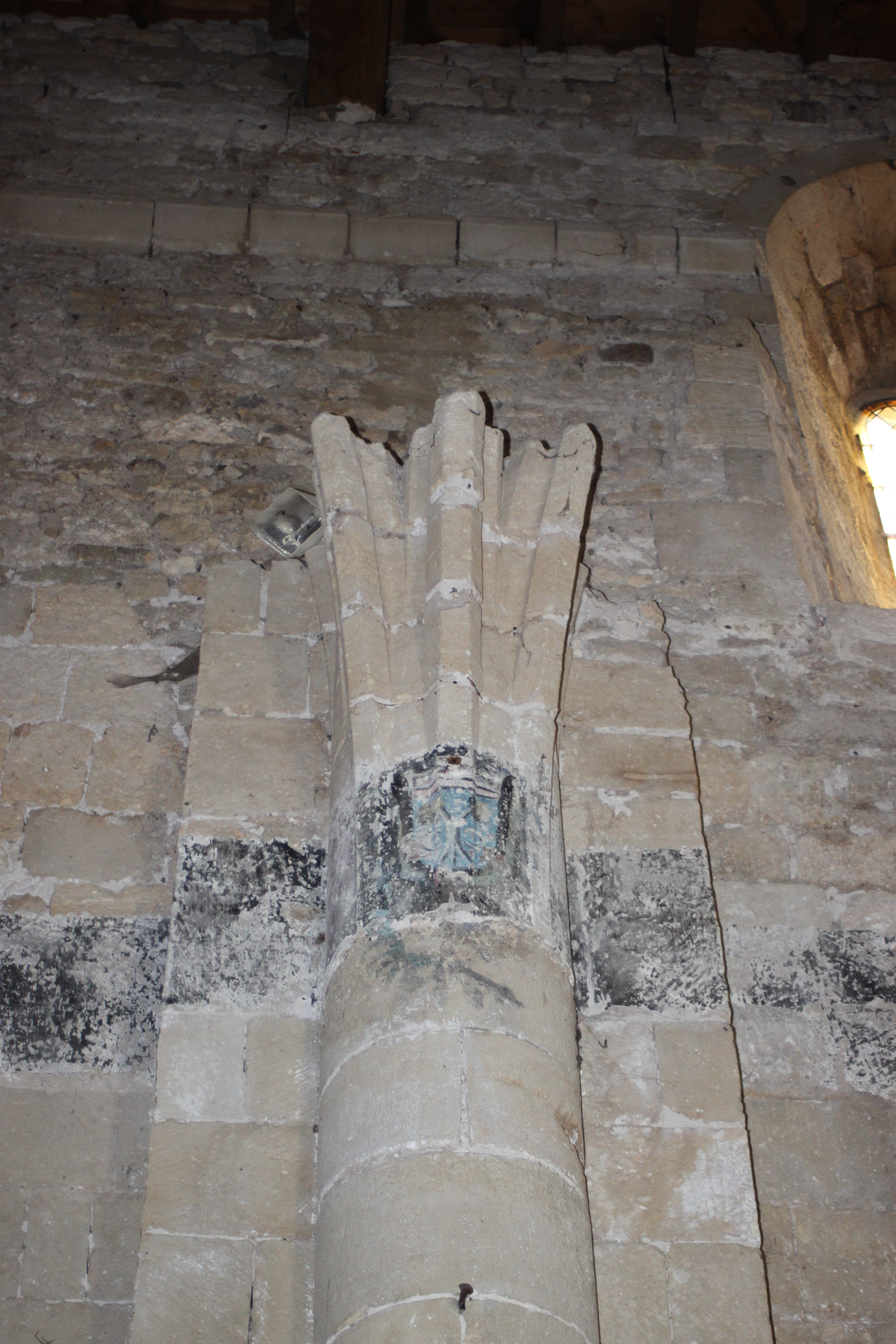
Chapiteau soutenant une ancienne voûte.
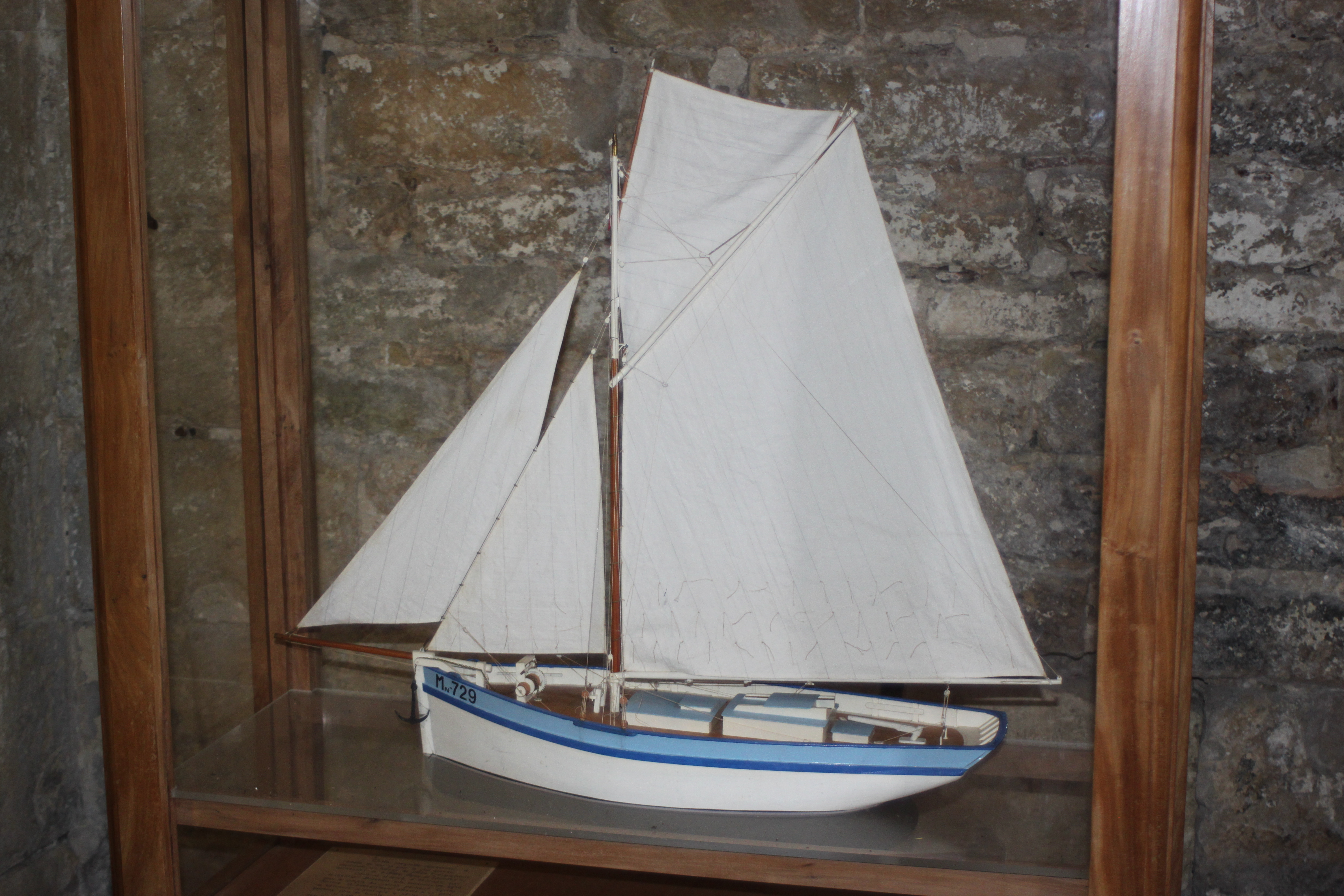
Ex-voto.